# Danh sách cầu thủ tham dự môn bóng đá tại Đại hội Thể thao Đông Nam Á 2017 – Nam
Dưới đây là đội hình của các quốc gia tham dự Bóng đá nam Đại hội Thể thao Đông Nam Á 2017 tại Malaysia từ ngày 14 đến ngày 29 tháng 8 năm 2017.

## Bảng A

### Malaysia
Huấn luyện viên trưởng: Ong Kim Swee
| 0#0 | Vị trí | Cầu thủ                    | Ngày sinh và tuổi          | Câu lạc bộ            |
| --- | ------ | -------------------------- | -------------------------- | --------------------- |
| 1   | TM     | Haziq Nadzli               | 6 tháng 1, 1998 (19 tuổi)  | Johor Darul Ta'zim    |
| 2   | HV     | Matthew Davies             | 7 tháng 2, 1995 (22 tuổi)  | Pahang                |
| 3   | HV     | Syazwan Zaipol Bahari      | 24 tháng 2, 1995 (22 tuổi) | PKNP FC               |
| 4   | HV     | Adib Zainuddin             | 15 tháng 2, 1995 (22 tuổi) | Felcra FC             |
| 5   | TV     | Syahmi Safari              | 5 tháng 2, 1998 (19 tuổi)  | Selangor              |
| 6   | TV     | Safawi Rasid               | 5 tháng 3, 1997 (20 tuổi)  | Johor Darul Ta'zim    |
| 7   | TV     | Amirul Hisyam Awang Kechik | 5 tháng 5, 1995 (22 tuổi)  | Kedah                 |
| 8   | TV     | Nor Azam Abdul Azih        | 3 tháng 1, 1995 (22 tuổi)  | Pahang                |
| 9   | HV     | Adam Nor Azlin             | 5 tháng 1, 1996 (21 tuổi)  | Selangor              |
| 10  | TĐ     | S. Kumaahran               | 3 tháng 7, 1996 (21 tuổi)  | Pulau Pinang          |
| 11  | TĐ     | Jafri Firdaus Chew         | 11 tháng 6, 1997 (20 tuổi) | Pulau Pinang          |
| 12  | TĐ     | N. Thanabalan              | 25 tháng 2, 1995 (22 tuổi) | Felcra FC             |
| 13  | HV     | Ariff Farhan Isa           | 4 tháng 7, 1996 (21 tuổi)  | Kedah                 |
| 14  | TV     | Syamer Kutty Abba          | 1 tháng 10, 1997 (19 tuổi) | Pulau Pinang          |
| 15  | TV     | Syazwan Andik Ishak        | 4 tháng 8, 1996 (21 tuổi)  | Johor Darul Ta'zim II |
| 16  | TV     | Danial Amier Norhisham     | 27 tháng 3, 1997 (20 tuổi) | Felda United U-21     |
| 17  | HV     | Irfan Zakaria              | 4 tháng 6, 1995 (22 tuổi)  | Kuala Lumpur          |
| 18  | TV     | Akhyar Rashid              | 1 tháng 5, 1999 (18 tuổi)  | Kedah U-21            |
| 19  | TM     | Ifwat Akmal Chek Kassim    | 10 tháng 8, 1996 (21 tuổi) | Kedah                 |
| 20  | TĐ     | Syafiq Ahmad               | 28 tháng 6, 1995 (22 tuổi) | Kedah                 |

### Myanmar
Huấn luyện viên trưởng:  Gerd Zeise
| 0#0 | Vị trí | Cầu thủ           | Ngày sinh và tuổi           | Câu lạc bộ         |
| --- | ------ | ----------------- | --------------------------- | ------------------ |
| 1   | TM     | Sann Satt Naing   | 4 tháng 11, 1997 (19 tuổi)  | Yangon United      |
| 2   | HV     | Nan Wai Min       | 1 tháng 2, 1996 (21 tuổi)   | Yangon United      |
| 3   | HV     | Htike Htike Aung  | 1 tháng 2, 1995 (22 tuổi)   | Shan United        |
| 4   | HV     | Thiha Htet Aung   | 3 tháng 1, 1996 (21 tuổi)   | Chin United        |
| 5   | HV     | Nanda Kyaw        | 3 tháng 9, 1996 (20 tuổi)   | Magwe              |
| 6   | TV     | Ye Yint Tun       | 6 tháng 8, 1995 (22 tuổi)   | Yadanarbon         |
| 7   | TV     | Hlaing Bo Bo      | 8 tháng 7, 1996 (21 tuổi)   | Yadanarbon         |
| 8   | TV     | Maung Maung Soe   | 6 tháng 8, 1995 (22 tuổi)   | Magwe              |
| 9   | TĐ     | Aung Thu          | 22 tháng 5, 1996 (21 tuổi)  | Yadanarbon         |
| 10  | TV     | Sithu Aung        | 16 tháng 10, 1996 (20 tuổi) | Yadanarbon         |
| 11  | TV     | Maung Maung Lwin  | 18 tháng 6, 1995 (22 tuổi)  | Hantharwady United |
| 12  | HV     | Naing Lin Tun     | 16 tháng 6, 1995 (22 tuổi)  | Magwe              |
| 13  | HV     | Tluanghup Thang   | 4 tháng 5, 1995 (22 tuổi)   | Chin United        |
| 14  | TV     | Yan Naing Oo      | 31 tháng 3, 1996 (21 tuổi)  | Shan United        |
| 15  | TĐ     | Than Paing        | 6 tháng 12, 1996 (20 tuổi)  | Chin United        |
| 16  | TĐ     | Shwe Ko           | 13 tháng 1, 1998 (19 tuổi)  | Shan United        |
| 17  | HV     | Hein Thiha Zaw    | 1 tháng 8, 1995 (22 tuổi)   | Shan United        |
| 18  | TM     | Phone Thitsar Min | 6 tháng 11, 1997 (19 tuổi)  | Shan United U-21   |
| 19  | TĐ     | Aung Kaung Mann   | 12 tháng 8, 1998 (19 tuổi)  | Ayeyawady United   |
| 20  | TĐ     | Shine Thuya       | 10 tháng 3, 1996 (21 tuổi)  | Yadanarbon         |

### Singapore
Huấn luyện viên trưởng:  Richard Tardy
| 0#0 | Vị trí | Cầu thủ          | Ngày sinh và tuổi           | Câu lạc bộ       |
| --- | ------ | ---------------- | --------------------------- | ---------------- |
| 1   | TM     | Hairul Syirhan   | 21 tháng 8, 1995 (21 tuổi)  | Young Lions      |
| 3   | HV     | Syahrul Sazali   | 3 tháng 6, 1998 (19 tuổi)   | Young Lions      |
| 4   | HV     | Amirul Adli Azmi | 13 tháng 1, 1996 (21 tuổi)  | Young Lions      |
| 6   | HV     | Illyas Lee       | 1 tháng 12, 1995 (21 tuổi)  | Young Lions      |
| 7   | TV     | Muhaimin Suhaimi | 20 tháng 2, 1995 (22 tuổi)  | Young Lions      |
| 8   | TV     | Joshua Pereira   | 10 tháng 10, 1997 (19 tuổi) | Young Lions      |
| 9   | TĐ     | Taufik Suparno   | 31 tháng 10, 1995 (21 tuổi) | Young Lions      |
| 10  | TV     | Adam Swandi      | 12 tháng 1, 1996 (21 tuổi)  | Home United      |
| 11  | TĐ     | Ikhsan Fandi     | 9 tháng 4, 1999 (18 tuổi)   | Young Lions      |
| 12  | TV     | Haiqal Pashia    | 29 tháng 11, 1995 (21 tuổi) | Young Lions      |
| 13  | HV     | Shahrin Saberin  | 14 tháng 2, 1995 (22 tuổi)  | Young Lions      |
| 14  | TĐ     | Hami Syahin      | 16 tháng 12, 1998 (18 tuổi) | Young Lions      |
| 16  | HV     | Lionel Tan       | 5 tháng 6, 1997 (20 tuổi)   | Hougang United   |
| 17  | TĐ     | Irfan Fandi      | 13 tháng 8, 1997 (20 tuổi)  | Home United      |
| 18  | TM     | Zharfan Rohaizad | 21 tháng 2, 1997 (20 tuổi)  | Young Lions      |
| 19  | TĐ     | Amiruldin Asraf  | 8 tháng 1, 1997 (20 tuổi)   | Home United      |
| 20  | TV     | Hanafi Akbar     | 7 tháng 2, 1995 (22 tuổi)   | Balestier Khalsa |
| 21  | TV     | Ammirul Emmran   | 18 tháng 4, 1995 (22 tuổi)  | Young Lions      |
| 25  | HV     | Rusyaidi Salime  | 25 tháng 4, 1998 (19 tuổi)  | Young Lions      |
| 28  | TV     | Muhelmy Suhaimi  | 22 tháng 1, 1996 (21 tuổi)  | Young Lions      |

### Lào
Huấn luyện viên trưởng:  Dave Booth

### Brunei
Huấn luyện viên trưởng:  Kwon Oh-son
| 0#0 | Vị trí | Cầu thủ                            | Ngày sinh và tuổi           | Câu lạc bộ     |
| --- | ------ | ---------------------------------- | --------------------------- | -------------- |
| 1   | TM     | Ishyra Asmin Jabidi                | 9 tháng 7, 1998 (19 tuổi)   | Kasuka FC      |
| 2   | HV     | Faezuddin Haris Nasution           | 7 tháng 3, 1997 (20 tuổi)   | Jerudong FC    |
| 3   | HV     | Suhaimi Anak Sulau                 | 3 tháng 3, 1996 (21 tuổi)   | Panchor Murai  |
| 4   | HV     | Khalid Wassadisalleh Mahmud        | 21 tháng 9, 1995 (21 tuổi)  | Menglait FC    |
| 5   | HV     | Akif Roslan                        | 17 tháng 9, 1997 (19 tuổi)  | Lun Bawang     |
| 6   | HV     | Abdul Syakir Basri                 | 2 tháng 10, 1997 (19 tuổi)  | Wijaya FC      |
| 7   | TV     | Asnawi Syazni Abdul Aziz           | 16 tháng 6, 1996 (21 tuổi)  | Jerudong FC    |
| 8   | TV     | Nazirrudin Ismail                  | 27 tháng 12, 1998 (18 tuổi) | Indera SC      |
| 9   | TĐ     | Faiq Bolkiah                       | 9 tháng 5, 1998 (19 tuổi)   | Leicester City |
| 10  | TV     | Azim Izamuddin Suhaimi             | 20 tháng 3, 1997 (20 tuổi)  | DPMM FC        |
| 12  | TV     | Aman Abdul Rahim                   | 23 tháng 6, 1996 (21 tuổi)  | Kasuka FC      |
| 13  | TV     | Nadzri Erwan                       | 16 tháng 6, 1995 (22 tuổi)  | MS ABDB        |
| 14  | HV     | Martin Haddy Khallidden            | 21 tháng 4, 1998 (19 tuổi)  | Najip I-Team   |
| 15  | HV     | Alimuddin Jamaludin                | 9 tháng 8, 1997 (20 tuổi)   | Jerudong FC    |
| 16  | TĐ     | Zulkhairy Razali                   | 16 tháng 5, 1996 (21 tuổi)  | Indera SC      |
| 17  | TV     | Shafie Effendy                     | 4 tháng 8, 1995 (22 tuổi)   | Indera SC      |
| 19  | TM     | Haimie Anak Nyaring                | 31 tháng 5, 1998 (19 tuổi)  | Panchor Murai  |
| 20  | TĐ     | Azreen Eskander Sa'oda             | 3 tháng 5, 1997 (20 tuổi)   | Lun Bawang     |
| 23  | TV     | Yura Indera Putera Yunos           | 25 tháng 5, 1996 (21 tuổi)  | DPMM FC        |
| 24  | TĐ     | Haziq Kasyful Azim Hasimulabdillah | 24 tháng 12, 1998 (18 tuổi) | Menglait FC    |

## Bảng B

### Thái Lan
Huấn luyện viên trưởng: Worrawoot Srimaka
| 0#0 | Vị trí | Cầu thủ                  | Ngày sinh và tuổi           | Câu lạc bộ           |
| --- | ------ | ------------------------ | --------------------------- | -------------------- |
| 1   | TM     | Anusith Termmee          | 19 tháng 1, 1995 (22 tuổi)  | Bangkok United       |
| 2   | TV     | Sasalak Haiprakhon       | 8 tháng 1, 1996 (21 tuổi)   | Buriram United       |
| 3   | HV     | Suriya Singmui           | 7 tháng 4, 1995 (22 tuổi)   | Chiangrai United     |
| 4   | HV     | Worawut Namvech          | 4 tháng 7, 1995 (22 tuổi)   | Sisaket FC           |
| 5   | HV     | Shinnaphat Lee-Oh        | 2 tháng 2, 1997 (20 tuổi)   | Chiangrai United     |
| 6   | TV     | Chaowat Veerachat        | 23 tháng 6, 1996 (21 tuổi)  | Bangkok Glass FC     |
| 7   | TV     | Nattawut Sombatyotha     | 1 tháng 5, 1996 (21 tuổi)   | Ratchaburi FC        |
| 8   | TV     | Nopphon Ponkam           | 19 tháng 7, 1996 (21 tuổi)  | Air Force Central FC |
| 9   | TĐ     | Chenrop Samphaodi        | 2 tháng 6, 1995 (22 tuổi)   | BEC Tero Sasana      |
| 10  | TV     | Chaiyawat Buran          | 26 tháng 10, 1995 (21 tuổi) | Chiangrai United     |
| 11  | HV     | Kevin Deeromram          | 11 tháng 9, 1997 (19 tuổi)  | Ratchaburi FC        |
| 12  | HV     | Peerawat Akkratum        | 3 tháng 12, 1998 (18 tuổi)  | Buriram United       |
| 13  | TV     | Picha U-Tra              | 7 tháng 1, 1996 (21 tuổi)   | Pattaya United       |
| 14  | TV     | Montree Promsawat        | 27 tháng 8, 1995 (21 tuổi)  | Ratchaburi FC        |
| 15  | HV     | Saringkan Promsupa       | 24 tháng 2, 1995 (22 tuổi)  | Rayong FC            |
| 16  | TV     | Phitiwat Sukjitthammakul | 1 tháng 2, 1995 (22 tuổi)   | Chiangrai United     |
| 17  | HV     | Ratthanakorn Maikami     | 7 tháng 1, 1998 (19 tuổi)   | Buriram United       |
| 18  | TV     | Worachit Kanitsribampen  | 24 tháng 8, 1997 (19 tuổi)  | Chonburi FC          |
| 19  | TĐ     | Sittichok Kannoo         | 9 tháng 8, 1996 (21 tuổi)   | Thai Honda FC        |
| 20  | TM     | Nont Muangngam           | 20 tháng 4, 1997 (20 tuổi)  | Chiangrai United     |

### Việt Nam
Huấn luyện viên trưởng: Nguyễn Hữu Thắng
| 0#0 | Vị trí | Cầu thủ               | Ngày sinh và tuổi          | Câu lạc bộ        |
| --- | ------ | --------------------- | -------------------------- | ----------------- |
| 1   | TM     | Bùi Tiến Dũng         | 28 tháng 2, 1997 (20 tuổi) | FLC Thanh Hóa     |
| 2   | HV     | Trần Văn Kiên         | 13 tháng 5, 1996 (21 tuổi) | Hà Nội            |
| 3   | HV     | Hoàng Văn Khánh       | 5 tháng 4, 1995 (22 tuổi)  | Sông Lam Nghệ An  |
| 4   | HV     | Bùi Tiến Dũng         | 2 tháng 10, 1995 (21 tuổi) | Viettel           |
| 6   | TV     | Lương Xuân Trường     | 28 tháng 4, 1995 (22 tuổi) | Gangwon FC        |
| 7   | HV     | Trần Đình Trọng       | 25 tháng 4, 1997 (20 tuổi) | Sài Gòn           |
| 8   | TV     | Nguyễn Tuấn Anh       | 16 tháng 5, 1995 (22 tuổi) | Hoàng Anh Gia Lai |
| 9   | TV     | Nguyễn Văn Toàn       | 12 tháng 4, 1996 (21 tuổi) | Hoàng Anh Gia Lai |
| 10  | TĐ     | Nguyễn Công Phượng    | 21 tháng 1, 1995 (22 tuổi) | Hoàng Anh Gia Lai |
| 11  | TV     | Đỗ Duy Mạnh           | 29 tháng 9, 1996 (20 tuổi) | Hà Nội            |
| 12  | TV     | Nguyễn Phong Hồng Duy | 13 tháng 6, 1996 (21 tuổi) | Hoàng Anh Gia Lai |
| 13  | TV     | Lâm Ti Phông          | 1 tháng 2, 1996 (21 tuổi)  | Sanna Khánh Hòa   |
| 14  | TĐ     | Lê Thanh Bình         | 8 tháng 8, 1995 (22 tuổi)  | FLC Thanh Hóa     |
| 16  | TV     | Trần Hữu Đông Triều   | 20 tháng 8, 1995 (21 tuổi) | Hoàng Anh Gia Lai |
| 17  | HV     | Vũ Văn Thanh          | 14 tháng 4, 1996 (21 tuổi) | Hoàng Anh Gia Lai |
| 19  | TV     | Nguyễn Quang Hải      | 12 tháng 4, 1997 (20 tuổi) | Hà Nội            |
| 20  | HV     | Đoàn Văn Hậu          | 19 tháng 4, 1999 (18 tuổi) | Hà Nội            |
| 22  | TM     | Phí Minh Long         | 11 tháng 2, 1995 (22 tuổi) | Hà Nội            |
| 26  | TĐ     | Hà Đức Chinh          | 22 tháng 9, 1997 (19 tuổi) | Đà Nẵng           |
| 27  | TĐ     | Hồ Tuấn Tài           | 16 tháng 3, 1995 (22 tuổi) | Sông Lam Nghệ An  |

### Indonesia
Huấn luyện viên trưởng:  Luis Milla
| 0#0 | Vị trí | Cầu thủ                   | Ngày sinh và tuổi           | Câu lạc bộ         |
| --- | ------ | ------------------------- | --------------------------- | ------------------ |
| 1   | TM     | Satria Tama               | 23 tháng 1, 1997 (20 tuổi)  | Persegres Gresik   |
| 2   | HV     | Putu Gede Juni Antara     | 7 tháng 6, 1995 (22 tuổi)   | Bhayangkara FC     |
| 3   | HV     | Andy Setyo                | 16 tháng 9, 1997 (19 tuổi)  | PS TNI             |
| 4   | HV     | Ryuji Utomo               | 1 tháng 7, 1995 (22 tuổi)   | Persija Jakarta    |
| 6   | TV     | Evan Dimas                | 13 tháng 3, 1995 (22 tuổi)  | Bhayangkara FC     |
| 8   | TV     | Muhammad Hargianto        | 24 tháng 7, 1996 (21 tuổi)  | Persija Jakarta    |
| 10  | TĐ     | Ezra Walian               | 22 tháng 10, 1997 (19 tuổi) |                    |
| 11  | HV     | Gavin Kwan Adsit          | 5 tháng 4, 1996 (21 tuổi)   | PS Barito Putera   |
| 13  | TV     | Febri Haryadi             | 19 tháng 2, 1996 (21 tuổi)  | Persib Bandung     |
| 14  | TV     | Asnawi Mangkualam Bahar   | 4 tháng 10, 1999 (17 tuổi)  | PSM Makassar       |
| 15  | HV     | Ricky Fajrin              | 6 tháng 9, 1995 (21 tuổi)   | Bali United        |
| 17  | TV     | Saddil Ramdani            | 2 tháng 1, 1999 (18 tuổi)   | Persela Lamongan   |
| 20  | TM     | Kurniawan Ajie            | 20 tháng 6, 1996 (21 tuổi)  | Persiba Balikpapan |
| 21  | TV     | Hanif Abdurrauf Sjahbandi | 7 tháng 4, 1997 (20 tuổi)   | Arema FC           |
| 22  | TĐ     | Yabes Roni                | 6 tháng 2, 1995 (22 tuổi)   | Bali United        |
| 23  | HV     | Hansamu Yama              | 16 tháng 1, 1995 (22 tuổi)  | PS Barito Putera   |
| 24  | TĐ     | Marinus Mariyanto         | 24 tháng 2, 1997 (20 tuổi)  | Persipura Jayapura |
| 25  | TV     | Osvaldo Haay              | 17 tháng 5, 1998 (19 tuổi)  | Persipura Jayapura |
| 28  | HV     | Rezaldi Hehanusa          | 7 tháng 11, 1995 (21 tuổi)  | Persija Jakarta    |
| 29  | TV     | Septian David Maulana     | 2 tháng 9, 1996 (20 tuổi)   | Mitra Kukar        |

### Campuchia
Huấn luyện viên trưởng:  Leonardo Vitorino
| 0#0 | Vị trí | Cầu thủ         | Ngày sinh và tuổi           | Câu lạc bộ                  |
| --- | ------ | --------------- | --------------------------- | --------------------------- |
| 1   | TM     | Keo Soksela     | 1 tháng 8, 1997 (20 tuổi)   | Phnom Penh Crown            |
| 2   | HV     | Seut Baraing    | 29 tháng 9, 1999 (17 tuổi)  | Phnom Penh Crown            |
| 3   | HV     | Nen Sothearoth  | 24 tháng 12, 1995 (21 tuổi) | Preah Khan Reach Svay Rieng |
| 4   | TĐ     | Noun Borey      | 5 tháng 8, 1996 (21 tuổi)   | National Police Commissary  |
| 5   | HV     | Soeuy Visal     | 19 tháng 8, 1995 (21 tuổi)  | Preah Khan Reach Svay Rieng |
| 6   | HV     | Chhom Pisa      | 3 tháng 3, 1995 (22 tuổi)   | Phnom Penh Crown            |
| 7   | TV     | Brak Thiva      | 5 tháng 12, 1998 (18 tuổi)  | Phnom Penh Crown            |
| 8   | TV     | Hoy Phallin     | 30 tháng 3, 1996 (21 tuổi)  | Preah Khan Reach Svay Rieng |
| 9   | TĐ     | Sok Samnang     | 18 tháng 1, 1995 (22 tuổi)  | Preah Khan Reach Svay Rieng |
| 10  | TV     | In Sodavid      | 2 tháng 7, 1998 (19 tuổi)   | Phnom Penh Crown            |
| 11  | HV     | Cheng Meng      | 27 tháng 2, 1998 (19 tuổi)  | Nagaworld                   |
| 12  | TV     | Choun Chanchav  | 5 tháng 5, 1999 (18 tuổi)   | Phnom Penh Crown            |
| 13  | HV     | Nub Tola        | 1 tháng 10, 1996 (20 tuổi)  | Preah Khan Reach Svay Rieng |
| 14  | TV     | Pov Ponvuthy    | 22 tháng 1, 1998 (19 tuổi)  | Phnom Penh Crown            |
| 15  | TV     | Kunthea Ravan   | 2 tháng 9, 1999 (17 tuổi)   | Preah Khan Reach Svay Rieng |
| 16  | TV     | Chrerng Polroth | 7 tháng 4, 1997 (20 tuổi)   | National Defense Ministry   |
| 17  | HV     | Samoeun Pidor   | 20 tháng 5, 1996 (21 tuổi)  | Preah Khan Reach Svay Rieng |
| 18  | TM     | Um Sereyroth    | 25 tháng 9, 1995 (21 tuổi)  | National Defense Ministry   |
| 19  | TV     | Sun Vandeth     | 22 tháng 8, 1997 (19 tuổi)  | National Police Commissary  |
| 20  | TV     | Sin Kakada      | 29 tháng 7, 2000 (17 tuổi)  | Phnom Penh Crown            |

### Philippines
Huấn luyện viên trưởng: Marlon Maro
| 0#0 | Vị trí | Cầu thủ              | Ngày sinh và tuổi           | Câu lạc bộ                  |
| --- | ------ | -------------------- | --------------------------- | --------------------------- |
| 1   | TM     | Ray Joseph Joyel     | 4 tháng 9, 1996 (20 tuổi)   | Kaya FC–Makati-B            |
| 2   | TV     | Jordan Jarvis        | 17 tháng 4, 1998 (19 tuổi)  | Davao Aguilas               |
| 3   | TV     | Daniel Gadia         | 3 tháng 7, 1995 (22 tuổi)   | Meralco Manila              |
| 5   |        | Jeremiah Rocha       | 9 tháng 12, 1996 (20 tuổi)  | Kaya FC–Makati-B            |
| 6   | TV     | Yoshiharu Koizumi    | 19 tháng 1, 1995 (22 tuổi)  | Forza FC                    |
| 7   | HV     | Junell Bautista      | 10 tháng 6, 1996 (21 tuổi)  | Davao Aguilas               |
| 9   |        | Dimitri Limbo        | 17 tháng 11, 1997 (19 tuổi) | Kaya FC–Makati-B            |
| 10  | TV     | Dylan De Bruycker    | 5 tháng 12, 1997 (19 tuổi)  | Davao Aguilas               |
| 11  | HV     | Julian Clarino       | 15 tháng 8, 1995 (21 tuổi)  | Meralco Manila              |
| 12  |        | Nimrod Balabat       | 14 tháng 3, 1995 (22 tuổi)  | San Beda College            |
| 13  | HV     | Joshua Grommen       |                             | Ceres–Negros                |
| 14  | HV     | Kouichi Belgira      | 28 tháng 12, 1996 (20 tuổi) | JPV Marikina                |
| 15  |        | Richard Talaroc Jr.  | 23 tháng 4, 1995 (22 tuổi)  | Davao Aguilas               |
| 16  |        | Christian Lapas      | 10 tháng 11, 1998 (18 tuổi) | Kaya FC–Makati-B            |
| 18  |        | Roberto Corsame Jr.  | 14 tháng 12, 1996 (20 tuổi) | Arellano University         |
| 19  | TM     | Nathanael Villanueva | 25 tháng 10, 1995 (21 tuổi) | Meralco Manila              |
| 20  |        | Reymart Cubon        | 16 tháng 4, 1995 (22 tuổi)  | Davao Aguilas               |
| 21  |        | Jeremiah Borlongan   | 28 tháng 8, 1995 (21 tuổi)  | Kaya FC–Makati-B            |
| 23  | TĐ     | Javier Gayoso        | 11 tháng 2, 1997 (20 tuổi)  | Ateneo de Manila University |

### Đông Timor
Huấn luyện viên trưởng:  Kim Shin-hwan
| 0#0 | Vị trí | Cầu thủ                                    | Ngày sinh và tuổi           | Câu lạc bộ     |
| --- | ------ | ------------------------------------------ | --------------------------- | -------------- |
| 20  | TM     | Fagio Augusto                              | 29 tháng 4, 1997 (20 tuổi)  | Porto Taibesse |
| 5   | HV     | Jorge Sabas Victor                         | 5 tháng 12, 1997 (19 tuổi)  | Carsae F.C.    |
| 2   | HV     | Juliao Dos Reis Mendonca                   | 3 tháng 7, 1995 (22 tuổi)   | DIT F.C.       |
| 3   | HV     | Adelino Trindade                           | 2 tháng 6, 1995 (22 tuổi)   | Ponta Leste    |
| 4   | HV     | Filipe Oliveira                            | 14 tháng 5, 1995 (22 tuổi)  | SLB Laulara    |
| 9   | TV     | Kornelis Nahak Portela                     | 3 tháng 10, 2001 (15 tuổi)  | Malaga CF      |
| 11  | TV     | Nataniel de Jesus Reis                     | 25 tháng 3, 1995 (22 tuổi)  | Carsae FC      |
| 16  | TV     | Jorge Manuel Alves                         | 5 tháng 12, 1997 (19 tuổi)  | Ponta Leste    |
| 17  | TV     | Frangcyatma Alves Ima Kefi                 | 27 tháng 1, 1997 (20 tuổi)  | DIT FC         |
| 19  | TV     | Feliciano Pinheiro Goncalves               | 11 tháng 2, 1997 (20 tuổi)  | DIT FC         |
| 13  | TĐ     | Danilson Conceicao Araujo                  | 11 tháng 2, 2001 (16 tuổi)  | DIT FC         |
| 10  | TĐ     | Henrique Cruz                              | 6 tháng 12, 1997 (19 tuổi)  | Carsae FC      |
| 1   | TM     | Celestino Xavier Dias da Costa             | 20 tháng 9, 1996 (20 tuổi)  | Carsae FC      |
| 21  | HV     | Nelson Sarmento Viegas                     | 24 tháng 12, 1999 (17 tuổi) | Carsae FC      |
| 23  | HV     | Gumario Augusto Fernandez da Silva Moreira | 14 tháng 12, 2001 (15 tuổi) | DIT FC         |
| 18  | TV     | Armindo Correia de Almeida                 | 18 tháng 4, 1998 (19 tuổi)  | Académica      |
| 14  | TV     | Jose Dos Santos Almeida                    | 12 tháng 7, 1996 (21 tuổi)  | DIT FC         |
| 15  | TĐ     | Gaudencio Armindo Monteiro                 | 2 tháng 7, 1998 (19 tuổi)   | SLB Laulara    |
| 8   | TĐ     | Filomeno Junior da Costa                   | 11 tháng 2, 1997 (20 tuổi)  | SLB Laulara    |
| 7   | TĐ     | Rufino Gama                                | 20 tháng 6, 1998 (19 tuổi)  | Académica      |